# Michael Odibe
Michael Chukwuwike Odibe (ur. 23 lipca 1988 r. w Lagosie) – nigeryjski piłkarz, reprezentant kraju grający na pozycji obrońcy.

## Kariera piłkarska
Przygodę z futbolem rozpoczął w 2005 roku w klubie First Bank FC w Nigerii. W 2007 roku dołączył do drużyny juniorów tego zespołu. Wystąpił w 24 spotkaniach i strzelił 1 gola. W 2008 roku przeszedł do belgijskiego zespołu Royale Union Saint-Gilloise. 1 lutego 2010 roku został wypożyczony do włoskiej AC Siena, a potem podpisał kontrakt z klubem. 31 stycznia 2011 został wypożyczony do FC Südtirol. 31 sierpnia 2011 zasilił skład ukraińskiego Arsenału Kijów. 23 czerwca 2012 został wypożyczony do końca roku do Dnipra Dniepropetrowsk. Po rozformowaniu Arsenału w grudniu 2013 zasilił skład kazachskiego FK Atyrau.

## Kariera reprezentacyjna
Karierę reprezentacyjną rozpoczął w 9 lutego 2011 roku w meczu z Sierra Leone. Jak dotychczas wystąpił w reprezentacji w 1 spotkaniu.